# Valerio Bertotto
Valerio Bertotto (Turín, Italia, 15 de enero de 1975) es un exfutbolista y entrenador italiano, se desempeñaba como defensa. Actualmente dirige al Giugliano.
Destaca su época como jugador del Udinese, donde jugó 13 años seguidos, desde 1993 hasta 2006. Era apodado por los fanes del club como L'Eterno Capitano.

## Clubes

### Como jugador
| Club           | País   | Año       | Partidos | Goles |
| -------------- | ------ | --------- | -------- | ----- |
| US Alessandria | Italia | 1990-1993 | 26       | 0     |
| Udinese        | Italia | 1993-2006 | 334      | 3     |
| AC Siena       | Italia | 2006-2008 | 43       | 2     |
| AC Venezia     | Italia | 2008-2009 | 19       | 0     |

### Como entrenador
| Club                | País   | Año       |
| ------------------- | ------ | --------- |
| Italia Sub-20       | Italia | 2012-2015 |
| Pistoiese           | Italia | 2016      |
| ACR Messina         | Italia | 2016      |
| Bassano Virtus      | Italia | 2017      |
| Viterbese Castrense | Italia | 2017      |
| Ascoli              | Italia | 2020      |
| Giugliano           | Italia | 2023-Act. |